# Ben Casey
Ben Casey es una serie de televisión estadounidense, un drama médico, que fue emitido a través de la red televisiva ABC desde 1961 hasta 1966, en 5 temporadas, con un total de 153 episodios de 60 minutos de duración.
El programa siguió el trabajo del Dr. Ben Casey, interpretado por Vince Edwards, un joven neurocirujano que era médico residente en el Hospital General de la Ciudad de Los Ángeles, y sus relaciones tanto con los pacientes como con sus compañeros, el personal del hospital.
Una característica del programa que se hizo muy popular fueron sus títulos de presentación, un dibujo hecho a mano en una pizarra de los símbolos: 
♂  ,  ♀  ,  ✳  ,  †  ,  ∞
mientras la voz de un relator recitaba pausadamente el nombre de cada uno, « hombre, mujer, vida, muerte, infinito ».

## Concepto de la serie

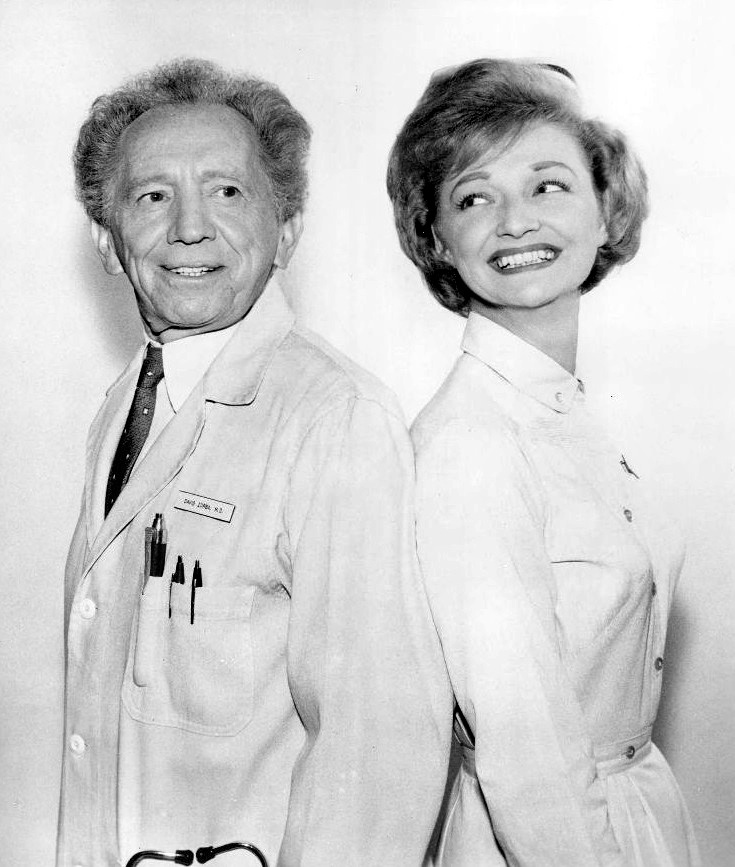
Sam Jaffe y Ruth Foster en Ben Casey de 1965

La estrella de la serie, el doctor en medicina Ben Casey (Vince Edwards), un joven neurocirujano intenso e idealista, de temperamento hosco y combativo, ejerce su profesión en el Hospital General de la Ciudad, enfrentado a veces con el sistema médico, plantea una lucha diaria contra la vida y la muerte en la que intenta curar tanto el cuerpo como el alma de sus pacientes. 
Se desempeñaba bajo la atenta mirada de su consejero y jefe del departamento de cirugía, el Dr. David Zorba, interpretado por Sam Jaffe, hasta el comienzo de la temporada de 1965, en que fue sustituido por un nuevo jefe de cirugía el Dr. Daniel Niles Freeland, interpretado por Franchot Tone. 
El programa comenzó a transcurrir con historias de varios episodios, Ben Casey desarrolló una relación romántica con Jane Hancock, interpretada por Stella Stevens, quien acababa de salir de un estado de coma después de trece años.

## Elenco
- Vince Edwards como el Dr. Ben Casey
- Sam Jaffe como el Dr. David Zorba (1961-1965)
- Franchot Tone como el Dr. Daniel Niles Freeland (1965-1966).
- Harry Landers como el Dr. Ted Hoffman
- Bettye Ackerman como la  Dra. Maggie Graham (En la vida real, Bettye Ackerman estaba casada con Sam Jaffe).
- Nick Dennis como el asistente Nick Kanavaras.
- Jeanne Bates como la enfermera Wills.

## La producción de la serie

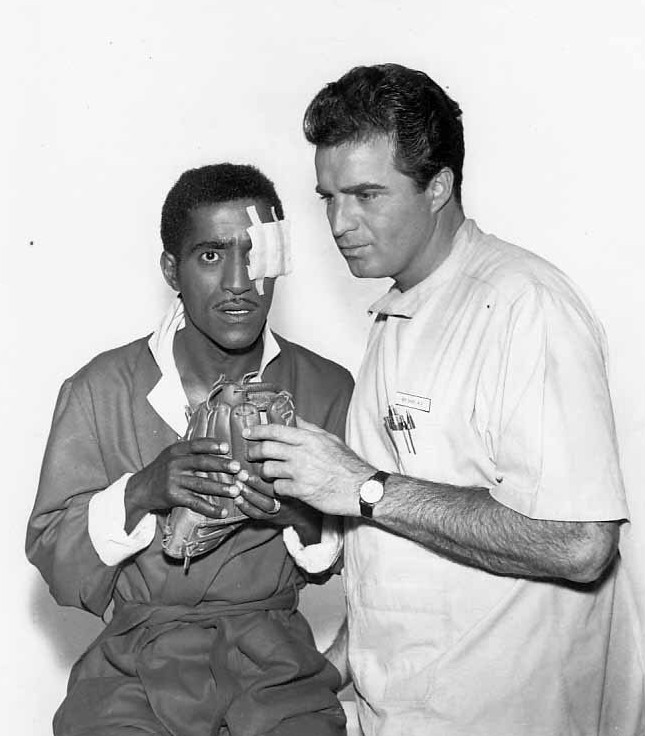
Vince Edwards y Sammy Davis Jr. como artista invitado, actuando en Ben Casey (1963)

La serie fue creada por James E. Moser, producida por Producciones Bing Crosby, y filmada en los Estudios Desilu. Entre sus directores figuraron nombres como Irvin Kershner y Sydney Pollack.
El creador, James E. Moser, basó el personaje de Ben Casey en el Dr. Allan Max Warner, un neurocirujano, quien asesoró a Moser mientras realizaba la investigación para "Ben Casey". Warner sirvió como asesor técnico original del programa en 1961. Trabajó en estrecha colaboración con los actores, mostrándoles cómo había que manejar el instrumental médico, según un artículo publicado en TV Guide (6 de septiembre - 30 de octubre de 1961).
El tema musical fue compuesto e interpretado por David Raksin.